# Operationsbericht
Ein Operationsbericht (Abkürzung: OP-Bericht) ist Teil der Patientenakte mit schriftlichen Angaben über die Art, den Verlauf, das erreichte Ziel und eventuelle Probleme bei einer durchgeführten operativen Maßnahme. Der Operationsbericht hat bei Chirurgen und verwandten Berufen als Dokument mit großer Anschaulichkeit hohen Stellenwert. Er dient sowohl der Beschreibung der Krankheit nach Art und Stadium und damit direkt dem Patienten, als auch mitunter durch seine präzise Ablaufbeschreibung dem Operateur im Falle eines Rechtsstreits. Für unmittelbar oder viel später notwendige weitere Eingriffe (Reoperationen) ist der OP-Bericht wichtig, da er den Operateur über die zu erwartenden Verhältnisse informiert.

## Angaben
Der OP-Bericht enthält oft die folgenden Angaben:
- Patientenidentifikation (Name, Vorname, Geburtsdatum, ggf. Identifikationsziffer)
- Operationsdatum, Uhrzeit von Beginn und  Ende / Dauer der Operation
- Operationsplatz, -saal
- gewählte Betäubung (Art der Lokalanästhesie oder Narkose)
- Beteiligte Personen:
  - Chirurg, Assistenten, Instrumenteur/-in, OP-Springer/-in
  - Sofern kein eigenständiges Narkoseprotokoll angefertigt wird, natürlich auch der Anästhesist/-in, Anästhesieschwester/-pfleger
- Bezeichnung der Diagnose, eventuell Diagnosenschlüssel
- Bezeichnung der Operation, eventuell Therapieschlüssel
- Die Indikation zum Eingriff
- Bei Notoperationen: Umstände, die eine präoperative Diagnostik und Vorbereitung einschränkten
- Eine Aufzählung präoperativer Risiken:
  - allgemeine Operationsrisiken (erschwerende Nebendiagnosen)
  - lokale Risiken (wiederum im Befinden dieses Patienten begründete Risiken für den konkreten Eingriff, wie beispielsweise Voroperationen)
- Hinweis auf erfolgte schriftliche Einwilligung nach Aufklärung bei kritischer Abwägung, aber auch bei mündlicher Notfallaufklärung (Zeugen)
- Lagerung des Patienten
- Eine detaillierte (schrittweise), nachvollziehbare Beschreibung des operativen Vorgehens
- Während der OP erhobene (intraoperative) Befunde:
  - Beschreibung des OP-Situs (insbesondere sicht- und tastbare krankhafte Befunde, die das Stadium einschätzen lassen)
  - Gegebenenfalls: histologische Schnellschnittdiagnose, Röntgenbefunde (besonders in der Traumatologie), Ultraschallbefunde, selten: Kontrolllaborbefunde
- Etwaige operative Komplikationen
- Etwaige Zwischenfälle der Narkose, sofern sie den operativen Eingriff beeinträchtigten oder wenn kein getrenntes Narkoseprotokoll ausgefertigt wird
- Alle etwaigen Zwischenfälle der vom Operateur vorgenommenen örtlichen Betäubung (bei Betäubung in Verantwortung des Anästhesisten gilt eher das vorgenannte)
- Eingebrachte Fremdkörper (Prothese, Stent, Implantate etc.) mit genauer Bezeichnung und ggf. Charge (wegen Produkthaftungsgesetz)
- Art des operativen Verschlusses und verwendetes Naht- oder Klammermaterial
- Unterschrift des Operateurs oder andere dokumentenechte Signatur